# Rhacophorus fasciatus
Rhacophorus fasciatus är en groddjursart som beskrevs av George Albert Boulenger 1895. Rhacophorus fasciatus ingår i släktet Rhacophorus och familjen trädgrodor. IUCN kategoriserar arten globalt som sårbar. Inga underarter finns listade i Catalogue of Life.